# Kristina May
Kristina May (* 2. Juni 1987 in Toronto als Kristina Valjas) ist eine kanadische Beachvolleyballspielerin.

## Karriere
Valjas war als Jugendliche im Skilanglauf und Mountainbike-Sport aktiv. Während ihres Studiums an der University of Toronto spielte sie von 2005 bis 2010 Volleyball in der Halle. Während dieser Zeit begann sie auch mit dem Beachvolleyball. 2008 wurde sie Dritte der kanadischen U21-Meisterschaft. Ein Jahr später wurde sie Fünfte der nationalen Meisterschaft und trat mit Rebecca Moskowitz in Barcelona zu ihrem ersten Open-Turnier der FIVB World Tour an. 2010 spielte sie drei Turniere mit Anastasia Danilova, bevor sie die weitere World Tour an der Seite von Kacie MacTavish absolvierte. 2011 startete sie bei den Open-Turnieren in China mit Caleigh Whitaker. Beim letzten Turnier der Saison in Phuket stand sie mit ihrer neuen Partnerin Jamie Lynn Broder auf dem Platz. 2012 spielten Broder/Valjas ihren ersten Grand Slam in Peking. Bei den Open-Turniere in Åland und Bang Saen erreichten sie jeweils den 17. Platz. 2013 gelangen ihnen auf der Continental Tour ein Sieg und ein fünfter Platz, bevor sie als Neunte der Fuzhou Open erstmals in die Top Ten bei der World Tour kamen. Außerdem qualifizierten sie sich für die WM 2013 in Stare Jabłonki. Dort schieden sie allerdings nach drei Niederlagen in den Gruppenspielen nach der Vorrunde aus. 2015 gewannen sie die Fuzhou Open. Bei den Olympischen Spielen 2016 in Rio de Janeiro belegten Broder/Valjas Platz neun. Ende 2016 trennten sich die beiden Kanadierinnen.
2017 bildete May ein neues Duo mit Taylor Pischke, das erstmals beim Fünf-Sterne-Turnier der World Tour in Fort Lauderdale antrat. Beim Drei-Sterne-Turnier in Moskau erreichten Pischke/May als Neunte erstmals die Top Ten.

## Privates
Mays Vorfahren stammen aus Estland. Sie ist seit Oktober 2016 verheiratet. Ihr Bruder Len Väljas ist kanadischer Skilangläufer.